# Revolta d'esclaus

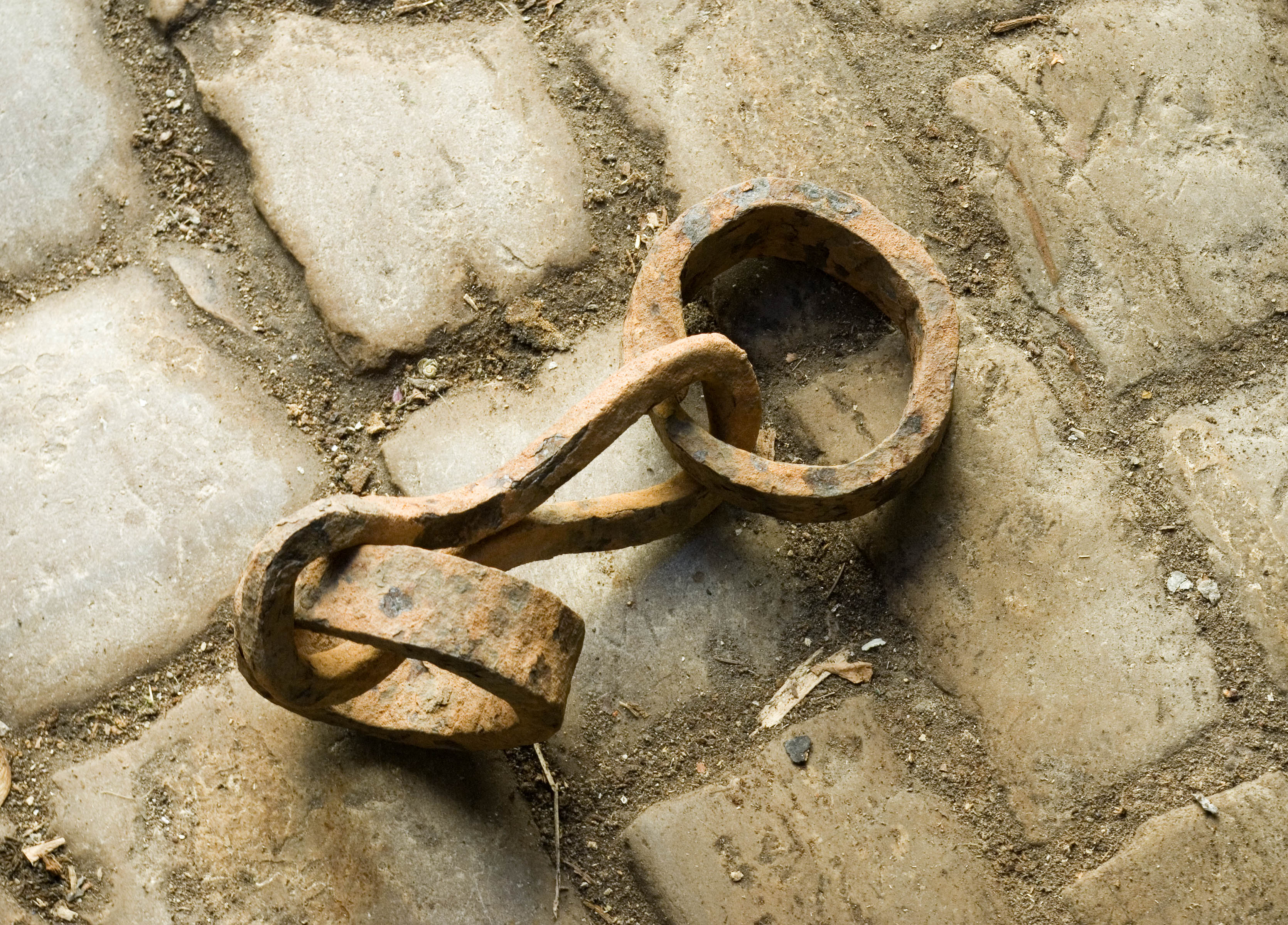
Grillons d'esclau

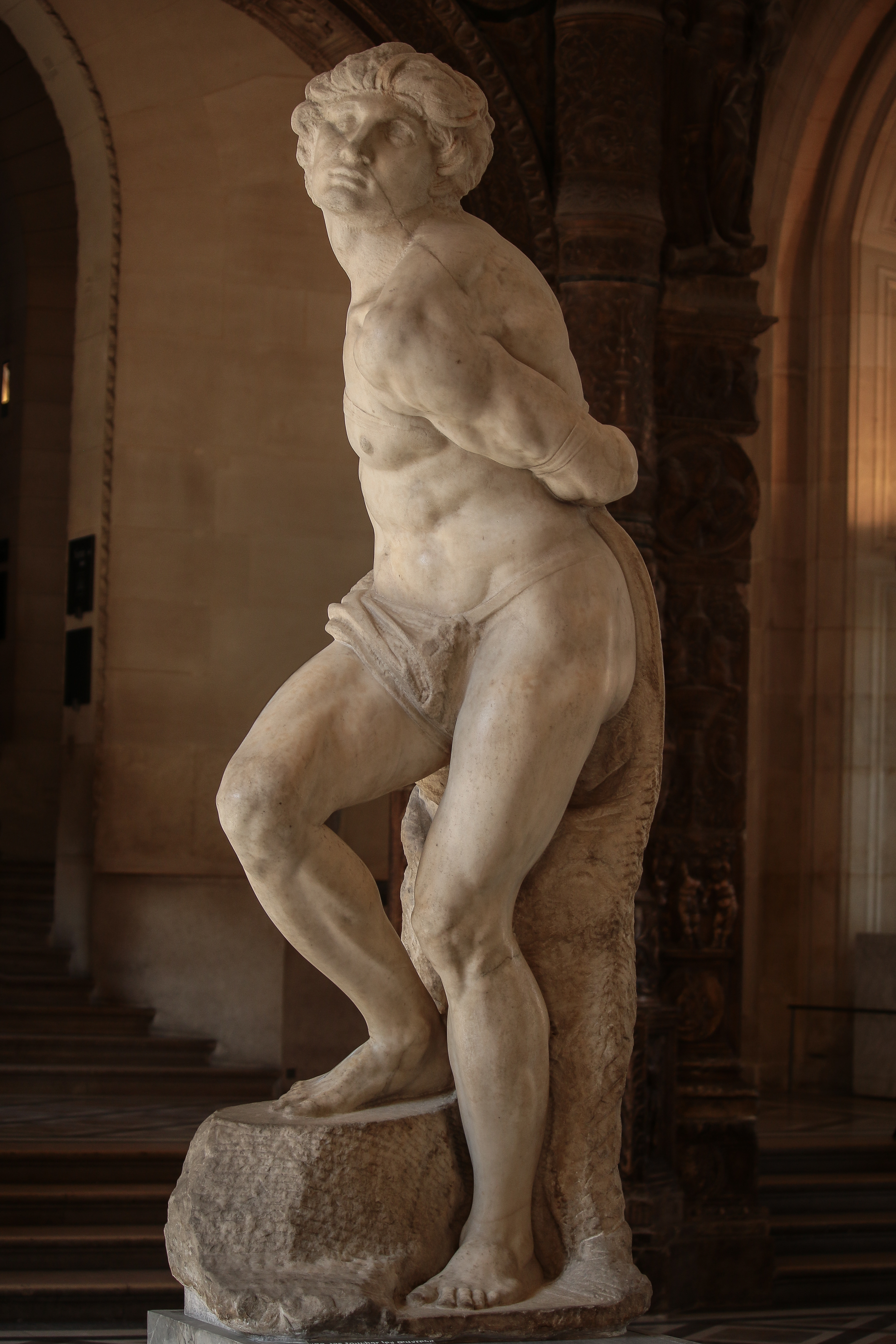
Esclau rebel, de Miquel Àngel (1513-1516)

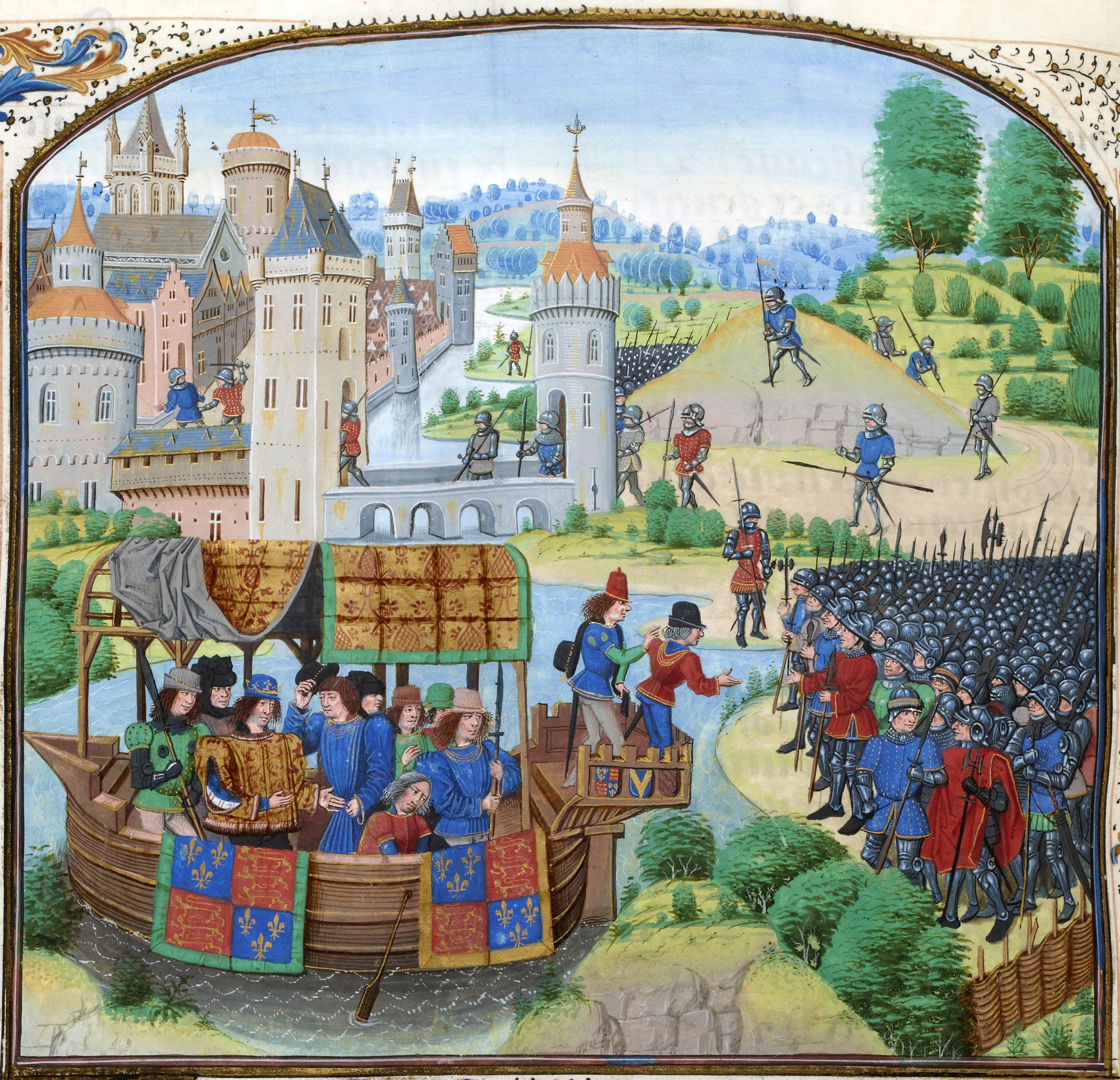
Ricard II d'Anglaterra es reuneix amb els rebels el 14 de juny de 1381, en una miniatura de Jean Froissart

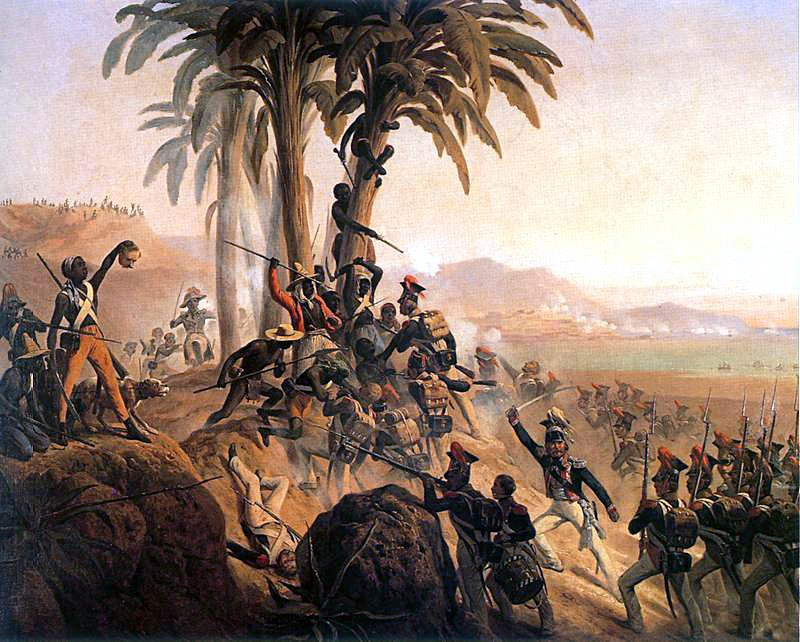
Batalla a Santo Domingo pintada per January Suchodolski (1845), durant la Revolució haitiana

Una revolta d'esclaus és un aixecament armat d'esclaus. S'han produït en gairebé totes les societats que practiquen l'esclavitud o l'han practicada en el passat, i es troben entre els esdeveniments més temuts per als esclavistes.
La revolta d'esclaus més reeixida de la història fou la Revolució haitiana del segle xviii, encapçalada per Toussaint Louverture i posteriorment Jean-Jacques Dessalines, que van guanyar la guerra contra els seus governants colonials francesos, els quals havien fundat el país anteriorment conegut com a Saint-Domingue. Altres famoses rebel·lions històriques d'esclaus van ser la dirigida per l'esclau romà Espàrtac (c. 73-71 aC), així com el thrall (esclau escandinau) Tunni, que es rebel·là contra el monarca suec Ongentheow, una rebel·lia que necessità ajuda danesa per ser sufocada. Al segle ix, el poeta profeta Ali ben Muhammad va conduir esclaus importats d'Àfrica oriental a l'Iraq durant la Revolta dels zanj contra el Califat Abbàssida; Nanny dels cimarrons jamaicans fou una dirigent del segle xviii que es rebel·là contra els britànics a Jamaica; i el Quilombo dos Palmares de Brasil va florir sota Ganga Zumba. L'aixecament de la costa Alemanya de 1811 al Territori d'Orleans fou la major rebel·lió als Estats Units continentals. Denmark Vesey es va rebel·lar a Carolina del Sud i Madison Washington durant el cas crioll als Estats Units del segle xix.

## Història
L'antiga Esparta tenia un tipus especial de serfs anomenats ilotes, que sovint eren tractats amb duresa i eren conduïts fins a la rebel·lió; segons Heròdot (IX, 28-29), els ilotes eren set vegades més nombrosos que els espartans. Cada tardor, segons Plutarc (Vida de Licurg, 28, 3-7), els èfors espartans proclamarien pro forma la guerra a la població ilota perquè qualsevol ciutadà espartà pogués matar un ilota sense por a la sang o la culpa per tal de mantenir-los a ratlla (Criptea).
En l'Imperi Romà, tot i que la naturalesa heterogènia de la població esclava funcionà contra un fort sentit de solidaritat, es van produir revoltes esclaves i van ser severament castigades. La rebel·lió d'esclaus més famosa d'Europa fou liderada per Espàrtac a la Itàlia romana, la Tercera Guerra Servil. Aquesta guerra acabà amb la crucifixió dels 6.000 esclaus rebels que havien sobreviscut, al llarg dels camins principals que duien a Roma. Aquesta fou la tercera d'una sèrie de guerres servils no relacionades entre si promogudes per esclaus contra romans.
La Revolta dels camperols anglesa de 1381 portà a la reforma del feudalisme a Anglaterra i a un augment dels drets dels serfs; fou una de les diverses revoltes populars a la fi de l'Europa medieval. Ricard II acceptà reformes que incloïen lloguers justos i l'abolició de la servitud. Després de l'enfonsament de la revolta, les concessions del rei es revocaren ràpidament, però la rebel·lió és significativa perquè marcà el començament del final de la servitud a l'Anglaterra medieval.
A Rússia, els esclaus solien ser classificats com kholops, i l'amo d'un kholop tenia poder il·limitat sobre la seva vida. L'esclavitud es va mantenir com una important institució a Rússia fins al 1723, quan Pere el Gran convertí els esclaus de la llar en servidors de casa. Els esclaus agrícoles russos ja s'havien convertit formalment en servents abans de 1679. Durant els segles xvi i xvii, els servents fugitius i els kholops coneguts com a cosacs van formar comunitats autònomes a les estepes meridionals. Hi va haver nombroses revoltes contra l'esclavitud i la servitud, sovint juntament amb els aixecaments cosacs, com els aixecaments d'Ivan Bolotnikov (1606-1607), Stenka Razin (1667-1671), Kondraty Bulavin (1707-1709), i Omelian Pugatxov (1773-1775), sovint amb centenars de milers i de vegades milions de rebels. Entre el final de la Revolta de Pugatxov i el començament del segle xix n'hi hagué centenars de brots a tot Rússia.
Nombroses revoltes i insurreccions esclaves africanes van tenir lloc a Amèrica del Nord durant els segles XVII, xviii i xix. Hi ha proves documentades de més de 250 aixecaments o intents de rebel·lió amb deu o més esclaus implicats. Tres dels més coneguts als Estats Units durant el segle xix són les revoltes de Gabriel Prosser a la zona de Richmond (Virgínia) el 1800, de Denmark Vesey a Charleston (Carolina del Sud) el 1822, i de Nat Turner al comtat de Southampton (Virgínia) el 1831. La resistència dels esclaus al sud prebèl·lic no va obtenir l'atenció dels historiadors acadèmics fins a la dècada del 1940, quan Herbert Aptheker publicà el primer treball acadèmic seriós sobre el tema; hi destacà com les revoltes estaven arrelades en les condicions d'explotació del sistema esclavista del sud. Va recórrer biblioteques i arxius per tot el sud, i aconseguí descobrir aproximadament 250 instàncies similars.